# 단다이
단다이(探題, たんだい)는 일본 불교의 직책이며, 또한 가마쿠라 막부・무로마치 막부에 설치된 직책이다.

## 사찰에서의 단다이
불교 승려가 될 자격을 묻는 논의를 할 때, 출제된 질문에 대한 답변을 판정하는 역할의 승려를 말한다.

## 막부에서의 단다이
가마쿠라 막부(鎌倉幕府)나 무로마치 막부(室町幕府)에서, 정무에 관하여 재결(裁決)을 내리는 중요한 직책이다. 원래 불교 용어로 쓰이던 것인데 재판권 등의 중요한 판정을 행하는 직책으로 전용된 것으로 보인다.
가마쿠라 시대(鎌倉時代) 시대 말기에 저술된 『沙汰未練書』에는 「探題者、関東両所、京都ニハ六波羅殿ヲ云也」라고 기술되어 있어서, 이를 통해 가마쿠라 막부의 단다이는 막부의 양소(両所)인 싯켄(執権)과 렌쇼(連署) 그리고 로쿠하라 단다이(六波羅探題)의 북방(北方)과 남방(南方)을 기본적으로 가리키는 것임을 알 수 있다. 그리고 사이고쿠(西国)에 설치되었던 광범위한 재판권, 군사 지휘권을 지닌 직책에도 단다이의 이름이 주어졌다. 
무로마치 막부에서는 가마쿠라 막부의 싯켄에 해당하는 집사(執事), 간레이(管領)가 있었는데 이들은 모두 간토 남부의 반도 지역에 주로 설치되었으며 ‘단다이‘로는 불리지 않았고, 주로 간토 북부에 위치한 오우(奥羽)나 간사이인 사이고쿠에서 광범위한 행정권을 지닌 직책에 대해 쓰였다.

### 가마쿠라 막부
- 렌쇼・싯켄
- 로쿠하라 단다이
- 나가토 단다이
- 진제이 단다이

### 무로마치 막부
- 오슈 단다이 - 무로마치 시대 이래로 시바 씨의 친족인 오자키 집안이 대대로 역임한 직책이다.
- 우슈 단다이 - 무로마치 시대 이래로 센고쿠 다이묘 모가미 집안이 대대로 역임한 직책이다. 모가미는 오자키와 마찬가지로 간레이 시바 씨의 친족이다.
- 주고쿠 단다이 (사이코쿠 단다이)
- 시코쿠 단다이
- 규슈 단다이